# Rhynchagrotis crenulata
Rhynchagrotis crenulata là một loài bướm đêm trong họ Noctuidae.